# Natação no Campeonato Europeu de Esportes Aquáticos de 2022 - 100 m peito feminino
A prova dos 100 metros nado peito feminino da natação no Campeonato Europeu de Esportes Aquáticos de 2022 ocorreu nos dias 12 e 13 de agosto no Foro Italico, em Roma na Itália. 

## Calendário
| Fase          | Data         | Hora  |
| ------------- | ------------ | ----- |
| Eliminatórias | 12 de agosto | 09:31 |
| Semifinal     | 12 de agosto | 18:24 |
| Final         | 13 de agosto | 18:28 |

Todos os horários estão no horário local (UTC+1)

## Recordes
Antes desta competição, os recordes eram os seguintes:
|                       | Nadadora        | Tempo   | Local     | Data                |
| --------------------- | --------------- | ------- | --------- | ------------------- |
| Recorde mundial       | Lilly King      | 1:04.13 | Budapeste | 25 de julho de 2017 |
| Recorde europeu       | Rūta Meilutytė  | 1:04.35 | Barcelona | 28 de julho de 2013 |
| Recorde do campeonato | Yuliya Yefimova | 1:05.53 | Glasgow   | 5 de agosto de 2018 |

## Medalhistas
| Ouro                   | Prata                | Bronze               |
| Benedetta Pilato (ITA) | Lisa Angiolini (ITA) | Rūta Meilutytė (LTU) |

## Resultados

### Eliminatórias
Esses foram os resultados das eliminatórias.
| Pos. | Bateria | Raia | Nadadora             | Nacionalidade | Tempo   | Notas |
| ---- | ------- | ---- | -------------------- | ------------- | ------- | ----- |
| 1    | 2       | 4    | Benedetta Pilato     | Itália        | 1:05.77 | Q     |
| 2    | 2       | 3    | Lisa Angiolini       | Itália        | 1:06.00 | Q     |
| 3    | 3       | 4    | Arianna Castiglioni  | Itália        | 1:06.55 |       |
| 4    | 4       | 5    | Martina Carraro      | Itália        | 1:07.04 |       |
| 5    | 4       | 4    | Sophie Hansson       | Suécia        | 1:07.05 | Q     |
| 6    | 2       | 5    | Kotryna Teterevkova  | Lituânia      | 1:07.22 | Q     |
| 7    | 4       | 3    | Mona McSharry        | Irlanda       | 1:07.30 | Q     |
| 8    | 3       | 3    | Lisa Mamié           | Suíça         | 1:07.38 | Q     |
| 9    | 3       | 6    | Tes Schouten         | Países Baixos | 1:07.54 | Q     |
| 10   | 3       | 5    | Rūta Meilutytė       | Lituânia      | 1:07.88 | Q     |
| 11   | 2       | 6    | Kara Hanlon          | Reino Unido   | 1:07.91 | Q     |
| 12   | 4       | 6    | Jessica Vall         | Espanha       | 1:08.00 | Q     |
| 13   | 2       | 7    | Klara Thormalm       | Suécia        | 1:08.08 | Q     |
| 14   | 2       | 2    | Niamh Coyne          | Irlanda       | 1:08.11 | Q     |
| 15   | 4       | 7    | Dominika Sztandera   | Polónia       | 1:08.60 | Q     |
| 16   | 4       | 2    | Maria Romanjuk       | Estónia       | 1:08.74 | Q     |
| 17   | 4       | 0    | Clara Rybak-Andersen | Dinamarca     | 1:08.79 | Q     |
| 18   | 3       | 7    | Thea Blomsterberg    | Dinamarca     | 1:09.18 | Q     |
| 18   | 3       | 1    | Bente Fischer        | Alemanha      | 1:09.18 | Q     |
| 20   | 4       | 1    | Andrea Podmaníková   | Eslováquia    | 1:09.24 |       |
| 21   | 3       | 0    | Ana Blažević         | Croácia       | 1:09.28 |       |
| 22   | 2       | 1    | Veera Kivirinta      | Finlândia     | 1:09.44 |       |
| 23   | 3       | 2    | Florine Gaspard      | Bélgica       | 1:09.45 |       |
| 24   | 4       | 8    | Julia Månsson        | Suécia        | 1:09.71 |       |
| 25   | 3       | 8    | Ana Rodrigues        | Portugal      | 1:09.73 |       |
| 26   | 3       | 9    | Kamila Isayeva       | Ucrânia       | 1:09.79 |       |
| 27   | 2       | 8    | Adèle Blanchetière   | França        | 1:09.86 |       |
| 28   | 2       | 9    | Laura Lahtinen       | Finlândia     | 1:09.92 |       |
| 29   | 2       | 0    | Kristýna Horská      | Chéquia       | 1:09.96 |       |
| 30   | 4       | 9    | Maria Drasidou       | Grécia        | 1:11.01 |       |
| 31   | 1       | 4    | Eleni Kontogeorgou   | Grécia        | 1:11.52 |       |
| 32   | 1       | 3    | Meri Mataja          | Croácia       | 1:11.71 |       |
| 33   | 1       | 6    | Martta Ruuska        | Finlândia     | 1:11.82 |       |
| 34   | 1       | 5    | Ellie McCartney      | Irlanda       | 1:12.16 |       |
| 35   | 1       | 2    | Defne Coşkun         | Turquia       | 1:12.80 |       |
| 36   | 1       | 7    | Nàdia Tudó           | Andorra       | 1:13.85 |       |
| 37   | 1       | 1    | Amy Micallef         | Malta         | 1:18.39 |       |

### Semifinal
Esses foram os resultados das semifinais. 
| Pos. | Bateria | Raia | Nadadora             | Nacionalidade | Tempo   | Notas |
| ---- | ------- | ---- | -------------------- | ------------- | ------- | ----- |
| 1    | 2       | 4    | Benedetta Pilato     | Itália        | 1:06.16 | Q     |
| 2    | 1       | 6    | Rūta Meilutytė       | Lituânia      | 1:06.41 | Q     |
| 3    | 2       | 3    | Mona McSharry        | Irlanda       | 1:06.44 | Q     |
| 4    | 1       | 5    | Kotryna Teterevkova  | Lituânia      | 1:06.67 | Q     |
| 5    | 2       | 5    | Sophie Hansson       | Suécia        | 1:06.83 | q     |
| 6    | 1       | 4    | Lisa Angiolini       | Itália        | 1:06.85 | q     |
| 7    | 2       | 6    | Tes Schouten         | Países Baixos | 1:07.26 | q     |
| 8    | 2       | 2    | Kara Hanlon          | Reino Unido   | 1:07.35 | q     |
| 9    | 1       | 3    | Lisa Mamié           | Suíça         | 1:07.39 |       |
| 10   | 1       | 2    | Jessica Vall         | Espanha       | 1:07.86 |       |
| 11   | 1       | 7    | Niamh Coyne          | Irlanda       | 1:08.00 |       |
| 12   | 2       | 7    | Klara Thormalm       | Suécia        | 1:08.15 |       |
| 13   | 2       | 1    | Dominika Sztandera   | Polónia       | 1:08.23 |       |
| 14   | 1       | 8    | Thea Blomsterberg    | Dinamarca     | 1:08.46 |       |
| 15   | 2       | 8    | Clara Rybak-Andersen | Dinamarca     | 1:08.60 |       |
| 16   | 1       | 1    | Maria Romanjuk       | Estónia       | 1:08.67 |       |
| 17   | 1       | 0    | Bente Fischer        | Alemanha      | 1:08.78 |       |

### Final
Esse foi o resultado da final. 
| Pos.              | Raia | Nadadora            | Nacionalidade | Tempo   | Notas |
| ----------------- | ---- | ------------------- | ------------- | ------- | ----- |
| Medalha de ouro   | 4    | Benedetta Pilato    | Itália        | 1:05.97 |       |
| Medalha de prata  | 7    | Lisa Angiolini      | Itália        | 1:06.34 |       |
| Medalha de bronze | 5    | Rūta Meilutytė      | Lituânia      | 1:06.50 |       |
| 4                 | 6    | Kotryna Teterevkova | Lituânia      | 1:06.61 |       |
| 5                 | 3    | Mona McSharry       | Irlanda       | 1:07.14 |       |
| 6                 | 2    | Sophie Hansson      | Suécia        | 1:07.31 |       |
| 7                 | 1    | Tes Schouten        | Países Baixos | 1:07.66 |       |
| 8                 | 8    | Kara Hanlon         | Reino Unido   | 1:08.08 |       |

Legenda
| Recorde mundial       | Recorde mundial (World record)               |                       | Recorde africano                      | Recorde africano (African) |                                           | Q | Classificado por posição (Qualified) |
| Recorde do campeonato | Recorde do campeonato (Championship record)  | Recorde da América    | Recorde da América (Americas)         | q                          | Classificado por melhor tempo (Qualified) |   |                                      |
| Melhor marca do ano   | Melhor marca do ano (World leading)          | Recorde asiático      | Recorde asiático (Asian)              | DNS                        | Não largou (Did not start)                |   |                                      |
| Recorde nacional      | Recorde nacional (National record)           | Recorde europeu       | Recorde europeu (European)            | DNF                        | Não terminou (Did not finish)             |   |                                      |
| Recorde pessoal       | Recorde pessoal do atleta (Personal best)    | Recorde da Oceania    | Recorde da Oceania (Oceania)          | DSQ / DQ                   | Desclassificado (Disqualified)            |   |                                      |
| Recorde da temporada  | Recorde da temporada do atleta (Season best) | Recorde sul-americano | Recorde sul-americano (South America) | NM                         | Sem marca (No mark)                       |   |                                      |